# Les Wade
Les Wade, född 8 april 1909, död 5 maj 1980, var en friidrottare från Kanada. Han deltog vid olympiska sommarspelen 1932.